# لوكاس هارين
لوكاس هارين (بالدنماركية: Lucas Haren)‏ هو لاعب كرة قدم دنماركي في مركز نصف الجناح، ولد في 13 أكتوبر 1997 في كوبنهاغن في مملكة الدنمارك. لعب مع نادي راندرس.

## وصلات خارجية
- لوكاس هارين على موقع اتحاد النرويج (النرويجية)
- لوكاس هارين على موقع قاعدة بيانات كرة القدم.إي يو (الإنجليزية)
- لوكاس هارين على موقع Soccerway.com (الإنجليزية)